# Anton Hołenkow
Anton Anatolijowycz Hołenkow, ukr. Антон Анатолійович Голенков (ur. 17 grudnia 1989 w Koreizie, Autonomiczna Republika Krymu) – ukraiński piłkarz, grający na pozycji pomocnika.

## Kariera piłkarska

### Kariera klubowa
W 2006 rozpoczął karierę piłkarską w zespole amatorskim Czornomornaftohaz. Wiosną 2007 został wypożyczony do Arsenału Biała Cerkiew. W 2008 występował w klubie Feniks-Illiczoweć Kalinine. Latem 2009 został zaproszony do Metałurha Zaporoże. Jednak nie potrafił przebić się do podstawowego składu i przez półtora roku grał w drugiej drużynie Metałurha. Potem występował w amatorskich zespołach na Krymie. Latem 2010 otrzymał propozycję pracy od trenera Rusłana Zabranskiego w MFK Mikołajów. W styczniu 2014 podpisał kontrakt z FK Ołeksandrija. 25 stycznia 2016 został piłkarzem białoruskiego klubu Tarpieda-BiełAZ Żodzino, w którym grał do końca roku. W lutym 2017 dołączył do krymskiego SKCzF Sewastopol.

## Sukcesy i odznaczenia

### Sukcesy piłkarskie
PFK Oleksandria
- mistrz Ukraińskiej Pierwszej Ligi: 2015
- wicemistrz Ukraińskiej Pierwszej Ligi: 2014